# Pháo chống tăng tự hành M10

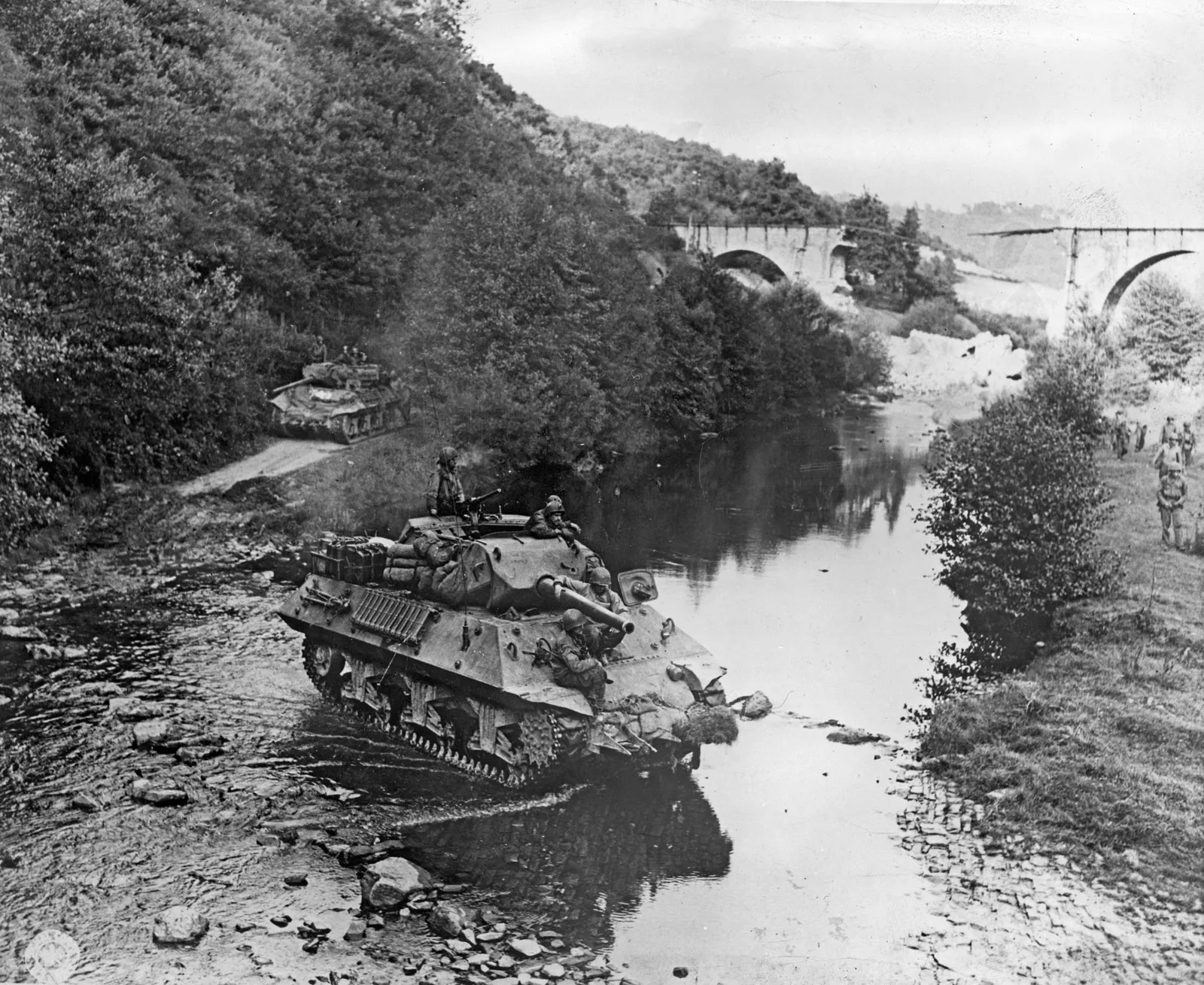
Pháo chống tăng tự hành M10 tại Pháp

Pháo chống tăng tự hành M10 (còn được biết với biệt danh "Wolverine") là một trong những dòng pháo chống tăng thành công nhất của Hoa Kỳ trong chiến tranh thế giới thứ 2. Được xây trên khung gầm của xe tăng chủ lực M4 Sherman, với nòng pháo 76.2mm (3 inch) M7. Việc sử dụng tháp pháo đã đem lại nhiều ưu điểm so với nhiều loại pháo tự hành chống tăng khác cùng thời. Quân đội Hoa Kỳ sử dụng loại pháo này đến cuối cuộc chiến, mặc cho sự xuất hiện của những thế hệ pháo chống tăng tốt hơn.

## Lịch sử phát triển
Theo như học thuyết của quân đội Hoa Kỳ vào đầu cuộc chiến, xe tăng sẽ đảm nhiệm vai trò hỗ trợ bộ binh và đánh thọc sâu vào phòng tuyến địch. Nhiệm vụ chống tăng được đảm nhận bởi một nhánh khác. Pháo chống tăng tự hành ra đời như một công cụ để chống lại chiến thuật chiến tranh chớp nhoáng (Blitzkrieg) của quân đội Đức Quốc xã, sử dụng tính cơ động cao để tiêu diệt đối phương. Điều này đòi hỏi một loại chiến xa nhanh, cơ động và được vũ trang tốt, và quan trọng nhất là phải sử dụng tháp pháo. Tuy nhiên để đạt được điều đó, một lượng giáp đáng kể phải bị loại bỏ. Độ cơ động cao sẽ là yếu tố chính bảo vệ chiến xa khỏi hỏa lực địch
Nguyên mẫu của dòng pháo chống tăng này là  pháo T35, được trang bị pháo 76.2mm (3-inch) trong một tháp pháo nghiêng, tròn, không nóc, được phát triển từ dòng tăng hạng nặng T1/M6, và được gắn trên khung gầm xe tăng M4A2
Sau đó các nhà thiết kế được yêu cầu sử dụng khung gầm có thấp hơn và có giáp nghiêng. Do đó lớp giáp ngoài trở nên mỏng hơn và nghiêng một góc nhất định, tháp pháo tròn được thay bằng loại hình lục giác. Được ký hiệu T35E1, dòng pháo này được đưa vào sản xuất vào tháng 6 năm 1942 với tên gọi Pháo chống tăng tự hành M10. Bên cạnh đó, những phiên bản dựa trên khung gầm xe tăng M4A3 cũng có cùng tên.
Ở những phiên bản cuối của dòng chiến xa này, pháo 76mm M1 được sử dụng, với khả năng xuyên giáp tốt hơn.

## Sản xuất
Tổng cộng có 6396 chiếc được sản xuất, với 5368 chiếc tại nhà máy của General Motors ở Grand Blanc, Michigan và 1028 chiếc tại nhà máy của Ford Motor Company từ tháng 9/1942 tới tháng 12/1943, một số được chuyển thành xe kéo pháo.

## Vũ khí

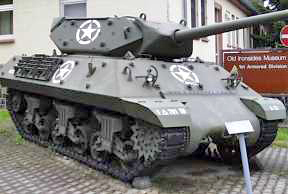
Pháo tự hành chống tăng M10

M10 sử dụng pháo 3 inch M7, bắn đạn xuyên giáp M79 có thể xuyên hơn 76mm giáp nghiêng 30 độ ở khoảng cách 914m, khá hiệu quả với phần lớn giáp xe tăng Đức Quốc xã cùng thời. Ngoài ra súng máy M2HB 12.7mm (1000 viên) có thể được gắn ở phía sau tháp pháo để chống lại bộ binh hoặc máy bay.

## Lịch sử tác chiến
M10 lần đầu tham chiến ở Tunisia vào năm 1943 trong chiến dịch Bắc Phi, dòng pháo chống tăng này khá thành công trong việc tiêu diệt phần lớn những xe tăng Đức tại thời điểm đó. Tuy nhiên một số vấn đề về độ cơ động cũng được bộc lộ, do sử dụng khung gầm quá nặng. Do đó, vào năm 1944, dòng pháo chống tăng M10 dần bị thay thế bởi thế hệ mới hơn, pháo chống tăng tự hành M18. Trong sự kiện D-Day, pháo M7 tỏ ra thiếu hiệu quả trước lớp giáp dày của xe tăng Tiger và Panther. Tuy nhiên, đối với phần lớn phương tiện đụng độ trên chiến trường (Panzer IV, xe bọc thép nửa bánh xích, pháo tự hành, v.v...) sức xuyên phá của đạn M79 là tương đối vừa đủ. Biện pháp tạm thời của quân đội để đối đầu với thế hệ xe tăng mới của Đức là kéo theo những khẩu pháo 90mm, nhưng nó lại ảnh hưởng nghiêm trọng tới tính cơ động, vốn là yếu tố cốt lõi của dòng pháo chống tăng tự hành này. Do vậy, phiên bản mới của dòng pháo sử dụng tháp pháo 90mm được đưa vào biên chế, ký hiệu là M36.
Ở mặt trận châu Á Thái Bình Dương, dòng pháo này được dùng với vai trò yểm trợ bộ binh do số lượng ít ỏi tăng Nhật trong cuộc chiến, nhưng không được thành công lắm.
Khoảng 54 chiếc được Hồng quân Xô Viết sử dụng, một số nằm trong biên chế của lực lượng Pháp Quốc Tự do. Quân đội Anh thay pháo M7  bằng pháo QF 17-Pounder, và được gọi tên "17 Pounder SP Achilles". Sức xuyên phá được tăng lên đáng kể với loại pháo mới này.
Trong chiến dịch Ardennes, một số xe tăng Panther của sư đoàn Panzerbrigade 150 được ngụy trang dười lốt pháo tự hành chống tăng M10 với tên gọi Panther/M10. Nhằm gây rối loạn đội hình địch. Nhưng kế hoạch tỏ ra không hiệu quả. 1 chiếc bị trung đoàn bộ binh 120th bắt, 3 chiếc bị tiêu diệt.

## Ưu/ nhược điểm
Loại tháp pháo "mở" của xe giúp binh sĩ có thể có tầm quan sát tốt môi trường xung quanh, là một yếu tố quan trọng trong việc phát hiện thiết giáp địch.Tuy nhiên, kíp lái dễ bị tổn thương bởi đạn súng cối, pháo, và mảnh kim loại. Ngoài ra, bắn tỉa cũng là một mối đe dọa đối với tổ lái. Lính bộ binh có thể ném lựu đạn qua nóc xe, tiêu diệt toàn bộ kíp lái một cách dễ dàng, nhất là trong môi trường đô thị hoặc rừng rậm có tán cây cao. Mặc dù vậy, vấn đề này không được coi trọng bởi quân đội Hoa Kỳ.

## Biến thể
T35: Nguyên mẫu đầu tiên, dựa trên khung gầm xe tăng M4A2,
T35E1: Phiên bản hoàn thiện, được đưa vào sản xuất với tên gọi M10, sử dụng động cơ dầu Diesel
M10A1: phiên bản dựa trên khung gầm xe tăng M4A3, sử dụng động cơ xăng
Một số phiên bản được quân đội Anh thay bằng pháo QF 17-Pounder, được gọi tên "17 Pounder Achilles"
- 17pdr SP Achilles IC: dựa trên phiên bản tiêu chuẩn M10
- 17pdr SP Achilles IIC: dựa trên phiên bản M10A1

M35: phiên bản chỉ bao gồm khung gầm, dùng để kéo pháo
3in SP Wolverine (Canada): phiên bản thử nghiệm của quân đội Canada, dựa trên khung gầm xe tăng RAM, với một nguyên mẫu được chế tạo vào năm 1942
M10 (ROC): Phiên bản được sử dụng bởi quân đội Trung Hoa Dân Quốc, sử dụng pháo 105mm thu được từ quân đội Nhật Bản.